# 斯蒂爾沃特 (紐約州鎮)
斯蒂爾沃特（英語：Stillwater）是一個位於美國紐約州薩拉托加縣的鎮。

## 人口
根據2020年美國人口普查的數據，斯蒂爾沃特的面積為112.86平方千米，當中陸地面積為106.68平方千米，而水域面積為6.17平方千米。當地共有人口9022人，而人口密度為每平方千米80人。